# Jenny Hansson
Jenny Hansson (* 26. August 1980 in Gällivare) ist eine ehemalige schwedische Skilangläuferin, die sich auf Läufe über lange Distanzen spezialisiert hatte. Beim prestigeträchtigen Wasalauf über 90 km in klassischer Technik konnte sie 2011 den Sieg davontragen, nachdem sie in den Jahren 2007 und 2008 zweite Plätze belegt hatte. In den Jahren 2009 und 2010 siegte sie in der Gesamtwertung des FIS Skilanglauf-Marathon-Cups. 2012 wurde sie Siegerin in der Gesamtwertung von Ski Classics.
Sie gewann den Marcialonga (2008, 2010), den Isergebirgslauf (2008, 2009), den König-Ludwig-Lauf (2009), den Dolomitenlauf (2010), den Birkebeinerrennet (2010) und den Tjejvasan (2011). Im Jahr 2008 konnte sie in der Staffel (4 × 5 km) einen Podiumsplatz bei einem Weltcuprennen erreichen.
Im Mai 2013 gab Jenny Hansson bekannt, dass sie den Leistungssport aufgeben würde.

## Erfolge

### Siege bei Worldloppet-Cup-Rennen
Anmerkung: Vor der Saison 2015/16 hieß der Worldloppet Cup noch Marathon Cup.
| Nr. | Datum           | Ort                          | Rennen            | Disziplin                     |
| --- | --------------- | ---------------------------- | ----------------- | ----------------------------- |
| 1.  | 13. Januar 2008 | Bedřichov                    | Isergebirgslauf   | 50 km klassisch Massenstart   |
| 2.  | 28. Januar 2008 | Val di Fiemme / Val di Fassa | Marcialonga       | 70 km klassisch Massenstart   |
| 3.  | 11. Januar 2009 | Bedřichov                    | Isergebirgslauf   | 50 km klassisch Massenstart   |
| 4.  | 1. Februar 2009 | Oberammergau                 | König-Ludwig-Lauf | 50 km klassisch Massenstart   |
| 5.  | 24. Januar 2010 | Lienz                        | Dolomitenlauf     | 42 km Freistil Massenstart    |
| 6.  | 31. Januar 2010 | Val di Fiemme                | Marcialonga       | 70 km klassisch Massenstart   |
| 7.  | 20. März 2010   | Rena–Lillehammer             | Birkebeinerrennet | 54 km klassisch Massenstart   |
| 8.  | 6. März 2011    | Sälen–Mora                   | Wasalauf          | 90 km klassisch Massenstart 1 |

### Siege bei Ski-Classics-Rennen
| Nr. | Datum        | Ort        | Rennen   | Disziplin                     |
| --- | ------------ | ---------- | -------- | ----------------------------- |
| 1.  | 6. März 2011 | Sälen–Mora | Wasalauf | 90 km klassisch Massenstart 2 |

### Sonstige Siege bei Skimarathon-Rennen
- 2011 Tjejvasan, 30 km klassisch

## Marathon-Cup-Gesamtplatzierungen
| Saison  | Punkte | Platz |
| ------- | ------ | ----- |
| 2003    | 40     | 28.   |
| 2003/04 | –      | –     |
| 2004/05 | –      | –     |
| 2005/06 | 81     | 26.   |
| 2006/07 | 376    | 3.    |
| 2007/08 | 514    | 2.    |
| 2008/09 | 518    | 1.    |
| 2009/10 | 600    | 1.    |
| 2010/11 | 380    | 5.    |
| 2011/12 | 442    | 3.    |
| 2012/13 | 126    | 11.   |